# Дзендзелівський Йосип Олексійович
Дзендзелі́вський Йо́сип Олексі́йович (17 лютого 1921, с. Мазурове, тепер Кривоозерського району Миколаївської області — 15 серпня 2008, м. Ужгород) — український мовознавець, доктор філологічних наук, професор, дійсний член НТШ з 1992, талановитий учений, яскрава постать в українському і слов'янському мовознавстві.

## Біографія
Й. О. Дзендзелівський народився в селі Мазурове Кривоозерського району Одеської (тепер Миколаївської) області в селянській сім'ї. Початкову освіту здобув у рідному селі, потім вчився у містечку Саврань та у Кривому Озері. Вчився на «відмінно», і особливо приваблювала його математика.
З 1939 року навчався в Одеському державному університеті (спочатку на математичному, а згодом — на філологічному факультеті). Війна перервала навчання: з літа 1941 року перебував на фронті. Служив артилеристом, згодом сапером. Пройшов із боями Україну, Росію, Кавказ, Карпати, зокрема Закарпаття, Чехословаччину, Польщу, Німеччину, форсував Ельбу. Перемогу зустрів у Празі. Учасник історичного Параду Перемоги в Москві 1945 року. Війну закінчив у званні лейтенанта.
З 1945 року поновив навчання і в 1947 році закінчив Одеський університет. Навчався в аспірантурі. Науковий керівник А. А. Москаленко спрямував молодого дослідника в діалектологію — галузь, що стала провідною в його подальшій науковій діяльності. Його наставник дав йому дуже влучну характеристику: «людина енергійна, працьовита і вимоглива». Вчився в історико-філологічних традиціях Одеського університету. Позитивно на нього впливала і слава «Одеського товариства історії і старожитностей», яке в 1844—1919 рр. видало 33 томи своїх «Записок».
У 1951 після завершення аспірантури прибув на роботу в Ужгородський університет, де пропрацював 45 років (1951—1996 рр).
В 1952 році захистив кандидатську дисертацію «Українські говори Нижнього Подністров'я».
В 1962—1986 роках завідував кафедрою української мови, був деканом філологічного факультету (1968—1972 рр.)
У 1961 році в Ленінградському університеті захистив дисертацію «Лінгвістичний атлас українських народних говорів Закарпатської області УРСР» і здобув науковий ступінь доктора філологічних наук. В 1963 році присвоєно вчене звання професора.
З 1996 року перебував на пенсії.
Помер 15 серпня 2008 року.

## Наукова діяльність
Фахівець з історії української мови, української і слов'янської діалектології, лексикології, лексикографії та лінгвогеографії. Найважливіша праця — тритомний «Лінгвістичний атлас українських народних говорів Закарпатської області України» (Ужгород, т. 1 — 1958 р., т. 2 — 1960 р., т. 3 — 1993 р.), що включає 517 лінгвокарт та 5578 лексем, зібраних у 212 населених пунктах Закарпаття; у 1965 р. висунув ідею створення багатотомного Лексичного атласу української мови (ЛАУМ); уклав спеціальну «Програму для збирання матеріалів до Лексичного атласу української мови» (К., 1984; 2-е вид. — 1987 р.).
В галузі діалектології: праця «К вопросу о времени расселения восточных славян на южных склонах Украинских Карпат» (М., 1964), 2 діалектологічні словники, внутрішня класифікація закарпатських говорів, різноаспектний аналіз лексики українських говорів Закарпаття, 15 діалектологічних питальників, анкет і програм для збирання діалектологічних матеріалів та ін. В соціолінгвістиці: описав ряд арґотичних систем української мови (арґо кожухарів, лірників, кравців на Волині, арґо дротарів на Спишу (Словаччина), жаргон шахтарів Макіївки на Донбасі, бурсацько-семінарський жаргон, жаргон пастухів. Монографія «Українсько-західнослов'янські лексичні паралелі» (К.,1969), присвячена дослідженню мовної інтерференції (взаємозв'язкам української, польської та словацької мов).
Значним є внесок ученого в розвиток української та слов'янської лінгвогеографії. Й. О. Дзендзелівський ще на початку 60-х рр. XX ст. розробив теорію і практику регіональних лінгвістичних атласів, зокрема принципи картографування, визначив їх завдання, показав явища української мови у просторі й часі, у зв'язку з історією народу. Учений уклав один із перших регіональних атласів української мови; у 1965 р. висунув ідею створення багатотомного Лексичного атласу української мови (ЛАУМ); уклав спеціальну «Програму для збирання матеріалів до Лексичного атласу української мови» (К., 1984; 2-е вид. — 1987).
Підручники й посібники Й. О. Дзендзелівського для студентів вишів набули загальноукраїнського визнання і використання. Це передусім програма з курсу «Українська діалектологія», написана у співавторстві з С. П. Бевзенком, чинна від 1972 р., підручники «Конспект лекцій з курсу української діалектології. Ч.I. Фонетика)» (Ужгород, 1965), «Конспект лекцій з курсу української діалектології. (Вступні розділи)» (Ужгород, 1965), «Програма для збирання матеріалів до Лексичного атласу української мови», за якою з 1984 р. й дотепер проходять навчальну діалектологічну практику студенти вишів України.
Чимало розвідок присвятив професійній лексиці, до якої оформляв відповідні словники, як-от: праці з народної метрології, сільськогосподарської лексики, лексики спорідненості, свояцтва і сімейного побуту, млинарської лексики, ткацької лексики, лексики молочних продуктів, народної ветеринарії тощо.
Нові сторінки вписав учений і в дослідження історії української мови та історії українського мовознавства. Він створив низку розвідок про українських учених: О.Павловського, І.Панькевича, А.Кримського, В.Гнатюка, О. Потебню, І. Вагилевича, А. Коцака, М. Руберовського, І. Огієнка, М. Павлюка, Н.Малечу, Ф.Жилка, В.Латту та ін. Учений виявив в архівах і опублікував значну джерелознавчу базу: а) діалектний словник Я. Головацького; б) першу граматику церковнослов'янської мови на Закарпатті, створену в др. половині XVIII ст. Арсенієм Коцаком; в) рукописний польсько-церковнослов'янсько-український словник Т. Витвицького 1849 р.; г) частину спадщини проф. І.Зілинського; ґ) рукописний словник Василя Довговича; книгу під назвою «Василь Довгович — зачинатель досліджень угорсько-українських та угорсько-російських лексичних сходжень» (Ужгород, 2003), серед авторів — Й. Дзендзелівський, Ю. Сак, Я. Штернберг; д) багате листування українських учених; е) рукописний словник буковинських діалектизмів Ю.Федьковича; є) перекладний українсько-польський фразеологічний словник І. Вагилевича 1843 р. та ін.
У науковому доробку вченого вагоме місце займають праці, що стосуються історії літературної мови та історії мовознавства в Закарпатті (увагу дослідника привернули А. Коцак, В. Довгович, Ю. Венелін-Ґуца, М. Лучкай, О. Духнович, В. Ґренджа-Донський, І. Панькевич, І. Гарайда, Ю. Гойда; Підкарпатське общество наук (ПОН), яке діяло в Ужгороді в 1941—1944 рр.). Учений створив низку статей про визначного лексикографа краю М. Грицака, опублікував у 1997 р. його рукописний латинсько-український словник номенклатури грибів Закарпаття. Цінний внесок зроблено в галузь славістики: відшукано й опубліковано джерелознавчі матеріали з історії славістики (зокрема епістолярії вчених славістів, рукописний словник Т.Витвицького 1849 р.). Частина закордонних публікацій професора стала доступнішою для читачів України у зв'язку з виходом у Львові об'ємного Збірника праць «Українське і слов'янське мовознавство» (1996 р.).
Всеслов'янське визнання принесла вченому його міжнародна діяльність. З середини 60-их років XX ст. розпочалася різноаспектна робота Й. О. Дзендзелівського у створенні «Загальнослов'янського лінгвістичного атласу» (ЗЛА) — був членом Комісії ЗЛА при Міжнародному комітеті славістів, співголовою лексико-словотворчої секції постійної робочої групи ЗЛА, членом редколегії ЗЛА, підготував ряд карт, написав низку досліджень, у яких використано матеріали з усіх слов'янських мов.
Й. О. Дзендзелівський — учасник Міжнародних славістичних з'їздів у Софії (1963), Празі (1968), Варшаві (1970), Києві (1983), Міжнародних конгресів українців у Києві (1991), Львові (1993), Харкові (1996). Численні публікації вченого у багатьох країнах світу, виступи на міжнародних наукових форумах, широкі зв'язки зі вченими різних країн — усе це зміцнювало світовий контекст і авторитет української науки.
Вагоме місце в діяльності проф. Й. О. Дзендзелівського займала науковоорганізаційна робота (республіканські діалектологічні конференції 1978, 1982 рр., республіканська конференція «Культура та побут населення Українських Карпат» 1972 р., Міжнародна нарада з питань діалектології та історії мови 1984 р.
З перших днів відновлення роботи Наукового товариства імені Т.Шевченка у Львові (1989) проф. Й. О. Дзендзелівський брав у ньому найактивнішу участь. Він був дійсним членом НТШ (з 1992 р.), ініціатором і засновником осередку НТШ на Закарпатті, систематично друкував свої праці у «Записках НТШ».
Потужною є наукова школа професора. Він підготував 21 кандидата наук, 5 з яких стали докторами наук, професорами. Наукові кадри плекав не тільки для Ужгородського університету, але й для інших вишів України та закордону.
Перебуваючи на пенсії з 1996 р., Й. О. Дзендзелівський дивував усіх рідкісною працездатністю, невтомністю в роботі, творчими здобутками та творчими планами. З 1996 по 2006 р. список його публікацій зріс майже на 100 позицій, 76 з яких з'явилися в Енциклопедії «Українська мова» (2000, 2004).
У 2006 р. з нагоди 85-річного ювілею Й. О. Дзендзелівського Ужгородський університет, у якому він пропрацював 45 років, присвоїв йому звання Заслуженого професора. Це єдина трудова відзнака Професора.
Завдяки зусиллям Й. О. Дзендзелівського та його наукового побратима С. П. Бевзенка кафедра української мови Ужгородського університету стала науковим центром, визнаним в Україні та за кордоном.
Засновник діалектологічної наукової школи Ужгородського університету.

### Деякі праці
- Дзендзелевский И. А. [Рец.:] Булахов М. Г. Восточнославянские языковеды: Биобиблиографический словарь. Т. 1. — Минск: Изд-во БГУ, 1976. — 320 с., ил. // Вопросы языкознания. — 1976. — № 5. — С. 132—157.
- Дзендзелевский И. А. [Рец.:] Булахов М. Г. Восточнославянские языковеды: Биобиблиографический словарь. Т. 2–3. — Минск: Изд-во БГУ, 1977—1978. — 320 с., ил. // Вопросы языкознания. — 1980. — № 1. — С. 145—152.
- Дзендзелевский И. А. И. Н. Вагилевич как редактор словаря С. Б. Линде (К истории украинско-польских научных связей середины XIX в. // Советское славяноведение. — Москва, 1983. — № 6. — С. 100—110.
- Дзендзелевский И. А. Традиционная лексика в рукописном «Словаре малорусского наречия» Я. Ф. Головацкого 1857—1859 гг. // Актуальные проблемы исторической лексикологии восточнославянских языков: Тезисы докл. и сообщений всесоюзной научной конференции. — Ноябрь 1975 г. — Днепропетровск, 1975.
- Дзендзелівський Й. О. [Рец.:] В. П. Лемцюгова. Украінско-беларускі слоўнік. — Мінск, 1980 // Мовознавство. — 1983. — № 1. — С. 77–78.
- Дзендзелівський Й. О. Видатний український філолог // Мовознавство. — 1968. — № 6. — С. 43–50. 8. Дзендзелівський Й. О. Внесок Б. Д. Грінченка в розробку питань українського правопису // Борис Грінченко: Тези доп. республіканської науково-практ. конференції, присвяченої 125- річчю від дня народження видатного українського письменника, вченого, громадського діяча (1–3 грудня 1988 року). — Ворошиловград, 1988. — С. 97–98.
- Дзендзелівський Й. О. До історії підготовки «Малорусько-німецького словаря» Є. Желехівського // Науковий збірник Музею української культкри у Свиднику. — Пряшів, 1977. — Т. 8. — С. 239—248.
- Дзендзелівський Й. Дослідження К. В. Широцьким жарґону учнів Кам'янець-Подільської духовної семінарії // Збірник Харківського історико-філологічного товариства: Нова серія. — 1998. — Т. 6. — С. 165—174. 1
- Дзендзелівський Й. Дослідження лексики українських говорів (стан і перспективи) // Записки НТШ. — Т. 221: Праці Філологічної секції. — Львів, 1990. — С. 249—261.
- Дзендзелівський Й. З відомостей про життя та діяльність М. О. Руберовського // Studia slavica. — Budapest, 1982. — T. XXVIII. — S. 381—383. [Передрук див.: 32, с. 394—396].
- Дзендзелівський Й. О. З життя та діяльності О. П. Павловського // Slavia. — Praha, 1975. — Roč. 44. — Seš. 3. — P. 284—290. [Передрук див.: 32, с. 372—379].
- Дзендзелівський Й. О. З історії лексикографічного дослідження гуцульського говору // Гуцульщина: Лінгвістичні етюди. — К., 1991. — С. 27–42.
- Дзендзелівський Й. З історії української лексикографії першої половини XIX cт. // Другий міжнародний конгрес україністів (Львів, 22–28 серпня 1993 року). Доповіді і повідомлення: Мовознавство. — Львів, 1993. — С. 222—227.
- Дзендзелівський Й. О. З листування І. А. Панькевича // Матеріали наукової конференції, присвяченої пам'яті Івана Панькевича (23–24 жовтня 1992 р.) — Ужгород, 1992. — С. 93–140.
- Дзендзелівський Й. Іван Вагилевич і словник С. Б. Лінде (З історії українсько-польських наукових зв'язків) // Prace filologiczne. — T. 30. — Warszawa, 1981. — S. 143—174. [Передрук див.: 32, с. 472—501].
- Дзендзелівський Й. О. І. Гарайда як філолог і громадський діяч // Українська мова на Закарпатті у минулому і сьогодні: Матеріали науково-практ. конф. (Ужгород, 5–6 травня 1992 року). — Ужгород, 1993. — С. 142—156.
- Дзендзелівський Й. Матеріали з історії українського мовознавства в українських і зарубіжних архівах // Записки НТШ. — Т. 234 : Праці Філологічної секції. — Львів, 1997. — С. 442—451.
- Дзендзелівський Й. О. Мечислав Карась (1924—1977): [Некролог] // Мовознавство. 1977. — № 6. — С. 93.
- Дзендзелівський Й. О. Микола Андрійович Грицак (18.12.1908 — 07.04.1979) // Дукля. — Пряшів, 1979. — № 4. — C. 78–79. 22. Дзендзелівський Й. О. «…Наше языкове богатство…» Про словник І. Панькевича // Тиса. — Ужгород, 1995. — № 1–2. — С. 75–84.
- Дзендзелівський Й. Польсько-церковнослов'янсько-український словник Теодора Витвицького 1849 р. // Словник польсько-церковнослов'янсько-український Теодора Серія: Філологія. Соціальні комунікації Випуск 24 34 Витвицького з половини XIX сторіччя / Опрацював і підготував до друку Йосип Дзендзелівський; Науковий редактор Януш Ріґер. — Варшава: Наукове вид-во Семпер, 1997. — С. 10–25.
- Дзендзелівський Й. О. ПОН і забутий Гарайда // Карпатський край. — 1993. — Річн. ІІІ. — № 1 (90). — С. 12–13; № 2 (91). — С. 12–14. [Передрук: Тиса. — 1994. — № 1–2. — С. 39–46].
- Дзендзелівський Й. О. Практичний словник семантичних діалектизмів Закарпаття: На допомогу вчителям Закарпатської області. — Ужгород, 1958. — 48 с.
- Дзендзелівський Й. О. Проблеми сучасної української діалектології // Мовознавство. — 1967. — № 2. — С. 35–42.
- Дзендзелівський Й. О. Рукописний українсько-російський словник Я. Ф. Головацького 1857—1859 рр. і фіксація в ньому специфічної лексики українських південнокарпатських говорів // Acta facultatis philosophicae Universitatis Šafarikanae: Dialektologický zborník I. Materiály z I. slovenskej dialektologickej konferencie konanej v Prešove 17. — 19. apríla 1975. — Bratislava, 1980. — S. 195—207.
- Дзендзелівський Й. О. Словник специфічної лексики Нижнього Подністров'я // Лексикографічний бюлетень. — 1958. — № 6. — С. 36–54. [Інститут мовознавства ім. О. О. Потебні АН УРСР]. 29. Дзендзелівський Й. О. Словник українських говорів Закарпаття І. Панькевича // Матеріали наукової конференції, присвяченої пам'яті Івана Панькевича (23–24 жовтня 1992 р.) — Ужгород, 1992. — С. 176—178.
- Дзендзелівський Й. О. Словникар з Росішки: Микола Грицак зблизька // Карпатський карай. — 1993. — № 3. — С. 16–18; № 4–6. — С. 27–31. [Передрук див.: Тиса. — 1993. — № 1–2. — С. 87– 106].
- Дзендзелівський Й. О. Стан і завдання сучасної української діалектної лексикографії та лексикології // Проблеми дослідження діалектної лексики і фразеології української мови: Тези доп. — Ужгород, 1978. — С. 19–22.
- Дзендзелівський Й. О. Українське і слов'янське мовознавство: Зб. праць / Йосип Дзендзелівський. — Львів, 1996. — 519 с. [Наук. т-во ім. Шевченка. Українознавча Б-ка НТШ. — Ч. 6]. 33. Дзендзелівський Й. О. Українсько-польський фразеологічний словник Івана Вагилевича // Studia z filologii polskiej i słowiańskiej. — Warszawa, 1979. — T. 18. — S. 177—184. [Передрук див.: 32, с. 464—471].
- Дзендзелівський Й. О. , Волошин Г. В. Церковнослов'янсько-польський словник 1641 р. Мар'яна з Ясліськ та «Лексикон словенороський» Памви Беринди // Питання східнослов'янської лексикографії XI—XVII ст. : Матеріали симпозіуму. — К.: Наук. думка, 1979. — С. 40–47.
- Дзендзелівський Й. О., Ганудель З. Словник української мови Я.Головацького // Науковий збірник Музею української культури у Свиднику. — № 10. — Братислава — Пряшів, 1982. — С. 311—350.
- Дзендзелівський Й., Сак Ю., Штернберг Я. В. Довгович — зачинатель досліджень угорськоукраїнських та угорсько-російських лексичних сходжень. — Ужгород, 2003.
- Дзендзелівський Й. О. , Статєєва В. І. [Рец.:] Словник староукраїнської мови XIV—XV ст.: У 2- т. — Т. 1–2 / Редкол. Л. Л. Гумецька (голова) та ін. — К.: Наук. думка, 1977—1978 // Укр. мова і літ. в школі. — 1979. — № 11. — С. 80–81.
- Дзендзелівський Й. О., Штернберґ Я. І. Чотиримовний словник М.Лучкая (Попереднє повідомлення) // Дукля. — 1986.– № 2. — С. 57–62.
- Дзендзелівський Й. О., Штефуровський С. С. Словник буковинських діалектизмів Юрія Федьковича (Про одну досі невідому галузь діяльності буковинського Кобзаря) // Науковий збірник Музею української культури у Свиднику. — № 9. — Кн. 1. — Братислава — Пряшів, 1980.– С. 275—287.
- Українсько-західнослов'янські лексичні паралелі / Й. О. Дзендзелівський. — Київ: Наук. думка, 1969. — 209 с,
- Конспект лекцій з курсу української діалектології. — Ч. 1. Фонетика. / Й. О. Дзендзелевський. — Ужгород, 1965. — 90 с.
- Конспект лекцій з курсу української діалектології (вступні розділи) / Й. О. Дзендзелевський. — Ужгород, 1966. — 98 с.
- Лингвистический атлас украинских народных говоров Закарпатской области УССР: Автореферат диссертации … доктора филологических  наук / Дзендзелевский И. А .– Л., 1961. — 52 с.
- Лінгвістичний атлас українських говорів Закарпатської області УРСР (України): Лексика / Й. О. Дзендзелівський. — Ужгород, 1958—1993.– Ч. І–ІІІ.

## Нагороди
- Два ордени Червоної Зірки.
- Орден Вітчизняної війни 2 ступеня.
- 5 медалей.